# 連山轟炸機
中島G8N連山是第二次世界大戰末期由中島飛機研發的四發動機轟炸機，參考俘虜到的B-17轟炸機而設計出來。可是B-17轟炸機作戰用途只是戰略轟炸，而連山設計運用卻是以戰術攻擊或普通轟炸和攻擊艦艇為主要目的，引擎出力不良載重堪慮高空性能不足，兩者差異極高。由於連山研製期間有更多新技術關係，所以沒有真正服役和實戰。

## 研發簡史
1942年12月，海軍向擁有深山轟炸機開發經驗的中島飛機提出了編號為N40的新型四發重型轟炸機計劃。該公司以擁有豐富大型機設計經驗，並曾經負責設計深山轟炸機的松村健一技師為中心，組成研發小組。另一方面，由空技廠、航空本部、中島飛機的相關技術和負責人員在1943年3月，舉行了N40的初期計劃研究會議。四至六月間陸續舉行了幾次計劃要求書的審議會議。8月14日該計劃送交進行一般審查程序。一個月後好不容易完成了「十七試大型陸上攻擊機要求計劃書」。正式發佈設計要求：該機最快速度要達600公里/小時（裝1,000公斤炸彈時飛行高度為8,000米），最遠航程為7,400公里和要有4,000公斤的載彈量，加強防彈裝甲和自衛火力。
中島飛機根據擄獲3架B-17轟炸機參考內部結構和自行研製，連山轟炸機達到所有設計飛行要求，其中該轟炸機有四個特色：
⒈為了滿足最快速度達600公里/小時的设计要求，選用4具中島自家的2,000匹馬力NK9K-L譽24型渦輪增壓發動機，由於譽型發動機在升空後往往降至1,500匹馬力甚至更低，所以在譽型發動機上安裝日立九二型廢氣渦輪增壓器提高巡航速度和高度。
⒉連山轟炸機上的防彈和自衛火力得到加強，其安裝了防彈燃料箱、防彈裝甲和防彈玻璃都要優先實施安装。並且在機體和機翼採用「厚板構造」，可以減低縱樑和鉚釘數量，同時方便組裝和縮短生產時間。
⒊由於九六式陸上攻擊機和一式陸上攻擊機自衛火力貧乏，所以該機在機首、機身上方和下方和機尾部裝上聯裝槍塔和槍架，總供有6門20毫米口徑九九式機炮+4挺13毫米口徑二年式機槍。機首前方在一座十八試驗13毫米聯裝動力槍架上安裝兩挺二年式機槍（每挺200發）、機身上方和下方的圓型聯裝炮塔；分別是機身上方十八試驗上方20毫米聯裝炮塔（每門300發）和機身下方十八試驗20毫米聯裝炮塔（每門200發）、機尾部則是一座20毫米聯裝炮塔（每門300發）、所有機身上方和下方及機尾20毫米聯裝炮塔都是安裝九九式二號四型機炮。另外在機體後部側方則左右各有一挺單裝迴旋槍架，跟機首一樣都是安裝13毫米二年式機槍（每挺300發）。由於炮塔須要由電力系統，可是技術不夠而採用液壓跟電力系統合併方式來操控炮塔。
⒋連山擁有4,000公斤的載彈量，炸彈配置方面有不同之處：
⑴八至十枚二十五號（250公斤）炸彈
⑵四至六枚五十號（500公斤）炸彈
⑶三枚八十號（800公斤）炸彈
⑷兩枚一百五十號（1500公斤）炸彈
⑸兩枚二百號（2000公斤）炸彈
⑹十八枚六號（60公斤）炸彈（演習時使用）
炸彈艙的裡面結構跟一式陸上攻擊機類似，如果需要進行反艦攻擊時，则可選擇安裝三枚八十號穿甲炸彈或安裝兩枝九一式魚雷來攻擊艦艇。
在1944年10月23日首次試飛，原本海軍當局下令中島生產40至50架連山，同時在連山研制改良型號，但同年時日本已面臨美國大軍壓境，加上杜拉鋁資源緊缺，重型轟炸機已無必要，而是要集中資源生產防空戰鬥機，故連山只生產了4至8架而且未有實戰紀錄就迎來停戰。

## 評價
連山轟炸機雖然是日本海軍下令松村健一技師新型高性能、設有防彈設備、安裝動力炮塔和4,000公斤載彈量的四發重型轟炸機比起以往一式陸上攻擊機較為優秀。可是會有遇到更多難題，尤其是連山的NK9譽型引擎和廢氣渦輪增壓器有問題，還有是維修和補給等。在二戰後期，因為杜拉鋁資源和燃料緊缺，加上NK9譽型引擎粗製濫造，廢氣渦輪增壓器連續故障和出現時已經太遲，使得連山轟炸機的整體結論來說是遺憾。

## 計劃改良型
- G8N1-A（攜帶櫻花特攻機母機型）

G8N1-A計劃以G8N1为基础进行修改，来攜帶經過改良的櫻花三三型（總重量2,270公斤、速度650公里/小時、航程280公里、彈頭重量800公斤）。可是櫻花三三型設計進度未完成，戰爭就已結束，G8N1-A計劃中止。
- G8N2（高空型）

在G8N1型改裝三菱重工的MK9A Ru渦輪增壓器引擎（2,250匹馬力），這台MK9A Ru引擎重量和直徑比譽型發動機更大，有必要重造和修改連山的引擎支撐架及加強機身、機翼的內部結構；可惜計劃未能實現。
- G8N3（加大尺寸型）

在G8N2型基礎上加長機翼面積，由112平方米加長至117平方米，由於G8N2型的MK9A引擎消費燃料量比譽型發動機更大，所以在G8N1的燃料容量由14,100升加至16,100升，改善遠距離航程。可是戰局惡化，計劃中止。
- 鋼連山

由於杜拉鋁資源緊缺，所以在連山的機體和機翼基礎上改為全鋼造，可是與同G8N3型一樣都是被中止計劃。

## 基本資料

連山四視圖

- 乘員：10人（駕駛+副駕駛+水平投彈手+機槍手）
- 機長：22.94米
- 翼展：32.54米
- 機高：7.2米
- 空重：17,400公斤
- 最重：32,150公斤
- 機翼面積：112平方米
- 燃料容量：13,400升（加炸彈倉內上部燃料箱〔攻擊超載：7,00升或偵察超載：3,000升〕）
- 發動機：4具中島NK9K-L譽24型18氣缸星型風冷式渦輪增壓發動機（2,000匹馬力）
- 最快速度：592公里/小時（在裝1,000公斤炸彈、高度為8,000米時）
- 航程：3,750至7,500公里（視裝備重量決定）
- 升限：10,200米
- 武裝：6挺20毫米口徑九九式機炮、4挺13毫米口徑二年式機槍、4,000公斤炸彈或兩枚九一式魚雷

## 研發國家
- 日本

## 外部連結
- 二戰日本的重型轟炸機 （页面存档备份，存于）
- 連山 （页面存档备份，存于）
- （页面存档备份，存于）